# Peter Boers
Peter Boers (* 24. November 1946) ist ein ehemaliger deutscher Fußballspieler. Der Defensivspieler absolvierte insgesamt 311 Ligaspiele für den SC Fortuna Köln und gehört zu den wichtigsten Spielern des Vereins in den 1970er Jahren.

## Karriere

### Regionalliga West, 1967 bis 1973
Boers spielte über zwanzig Jahre für den SC Fortuna Köln, nachdem er als Jugendspieler von den Sportfreunden 1893 aus dem Kölner Stadtteil Riehl zur Fortuna in die Neustadt-Süd gewechselt war. Boers gehörte bereits in der Saison 1966/67 dem Südstadtverein in der Verbandsliga Mittelrhein an, als mit der Vizemeisterschaft und dem 3. Rang in der Aufstiegsrunde gemeinsam mit dem Lüner SV und dem VfB Bottrop der Aufstieg in die zweitklassige Fußball-Regionalliga West gelang. Sein Regionalligadebüt gab Boers am 8. Oktober 1967 bei einem 1:1-Auswärtsremis gegen Eintracht Gelsenkirchen, als er in der 12. Minute für Friedhelm Otters eingewechselt wurde. In dieser Saison kam er auf 21 Ligaeinsätze an der Seite von Mitspielern wie Hans Löring und Ernst-Günter Habig und erreichte mit dem 16. Rang knapp den Klassenerhalt. In der Saison 1972/73 erreichte Boers mit der Fortuna die Vizemeisterschaft in der Regionalliga West und das Team von Präsident Löring setzte sich dann in der Aufstiegsrunde unter Trainer Martin Luppen durch und schaffte den Sprung in die Bundesliga. Boers hat von 1967 bis 1973 in der Regionalliga West insgesamt 153 Ligaspiele absolviert und ein Tor erzielt.

### Bundesliga und 2. Liga, 1973 bis 1978
In die Bundesliga startete Fortuna Köln am 11. August 1973 mit einer 1:3-Auswärtsniederlage bei Borussia Mönchengladbach. Er wurde in der 63. Minute für Noel Campbell eingewechselt. Präsident Löring versuchte es zum Start mit Trainer Volker Kottmann, sprang vom 1. Januar bis 20. Januar selbst als Interimslösung ein und beendete die Runde mit Willi Holdorf als Trainer auf dem 17. Rang und stieg damit sofort in die neue 2. Fußball-Bundesliga zur Saison 1974/75 ab. Boers hatte in 28 Bundesligaspielen mitgewirkt. Im Nachhinein bewertete Boers die Zeit in der Bundesliga wie folgt:

„Als wir 1973 in die Bundesliga aufgestiegen sind, da waren wir alle euphorisch und dachten, uns kann nichts passieren. Allen voran unser Präsident. Ich glaube, wären wir damals kritischer, vor allem aber professioneller an die Sache herangegangen, wir wären länger als ein Jahr in der Bundesliga geblieben.“

Auch nach dem Abstieg blieb er der Fortuna treu und spielte dort bis 1979 und kam in der 2. Bundesliga auf 133 Pflichtspiele (3 Tore), ehe er aufgrund zweier Brüche des linken Schienbeins zum Sportinvaliden wurde. Anschließend trainierte Boers noch zwei Jahre lang die Amateurmannschaft der Fortuna.